# 高橋邦雄
高橋 邦雄（たかはし くにお、1910年〈明治43年〉7月25日 - 1988年〈昭和63年〉8月26日）は、昭和期の地方公務員、政治家。参議院議員（1期）、群馬県副知事。

## 経歴
群馬県群馬郡車郷村富岡（箕郷町を経て現高崎市）で生まれる。旧制高崎中学、旧制松本高校を経て、1936年（昭和11年）京都帝国大学法学部を卒業した。
1936年、群馬県庁に入庁し総務部地方課に配属された。1937年（昭和12年）10月、充員召集令により歩兵第15連隊に入隊し1940年（昭和15年）1月に召集解除となったが、1941年（昭和16年）8月に再度充員召集を受けて東部38部隊に入隊し、1945年（昭和20年）4月に解除された。
1946年（昭和21年）4月、地方事務官に任じられ、同年7月、群馬県勤務となり、経済部賠償課長、土木部監理課長、前橋土木出張所長、知事公室秘書課長、土木部長心得、出納長などを歴任し、1964年（昭和39年）から1970年（昭和45年）まで副知事に在任した。
1971年（昭和46年）6月の第9回参議院議員通常選挙に群馬県地方区から自由民主党公認で出馬して当選し、参議院議員を1期務めた。この間、 第2次田中角栄内閣・法務政務次官、参議院地方行政委員長などを務めた。
その他、前橋市立工業短期大学客員教授、群馬県スポーツ振興事業団理事長などを務めた。
1980年（昭和55年）秋の叙勲で勲二等瑞宝章受章。
1988年（昭和63年）8月26日死去、78歳。死没日をもって従四位に叙される。

## 著作
- 『わたしのアルバム』上毛新聞社出版局、1971年。